# کریپتون دی‌فلورید
کریپتون دی‌فلورید (به انگلیسی: Krypton difluoride) یک ترکیب شیمیایی با شناسه پاب‌کم ۸۳۷۲۱ است. شکل ظاهری این ترکیب، بلورهای بی‌رنگ است.